# Jan Tomaszewski
Jan Tomaszewski (Wrocław, 9 januari 1948) is een voormalig Pools voetballer (doelman) en voetbaltrainer, bijgenaamd "Tomek" of "The Clown". Hij is thans sportjournalist.

## Wereldkampioenschap voetbal 1974
De voormalige Poolse international verwierf wereldfaam op 17 oktober 1973 naar aanleiding van de beslissende kwalificatiewedstrijd voor het Wereldkampioenschap voetbal 1974 tussen Engeland en Polen in het Wembley-stadion. Dankzij een goede prestatie van Tomaszewski - die aan de vooravond van de wedstrijd nog smalend "The Clown" was genoemd door Brian Clough - kwam de Engelse nationale elf, dat zich enkel via een overwinning had kunnen plaatsen voor de eindronde, niet verder dan een 1-1 gelijkspel waardoor Polen was gekwalificeerd.
Tijdens de eindfase van het Wereldkampioenschap voetbal in West-Duitsland bewees de Poolse doelman dat zijn prestatie op Wembley geen toevalstreffer was. Hij zou de eerste doelman worden die twee strafschoppen (tegen Zweden en West-Duitsland, getrapt door respectievelijk Staffan Tapper en Uli Hoeneß) in de eindfase van een wereldbeker kon stoppen. Het Poolse nationale elftal zou uiteindelijk derde eindigen.

## Verdere carrière als international
Tijdens zijn carrière als nationale doelman won Tomaszewski met de Poolse nationale voetbalploeg ook een zilveren medaille tijdens de Olympische Zomerspelen 1976 in Montreal. In de finale van het toernooi verloor Polen met 3-1 van de DDR.
Hij bereikte met Polen ook de eindfase van het Wereldkampioenschap voetbal 1978 in Argentinië. Het nationaal elftal zou hier niet verder dan de tweede ronde geraken.
In totaal behaalde Tomaszewski 63 caps. In vijf van de elf wedstrijden die hij in de eindfase van een wereldkampioenschap speelde, behield hij zijn netten ongeschonden.

## Clubcarrière
Het grootste deel van zijn carrière speelde Tomaszewski in Polen (hij stond onder meer onder de lat bij Legia Warschau en ŁKS Łódź). De belangrijkste reden hiervoor was dat de Poolse voetbalbond - Polen maakte in die tijd deel uit van het Oostblok - haar spelers verbood om vóór hun dertigste verjaardag in het buitenland te spelen.
In 1978 - toen hij dertig jaar was geworden - werd de Poolse doelman getransfereerd naar de Belgische club Beerschot uit Antwerpen. Zo bevestigde hij er zijn reputatie van penalty-stopper (tijdens een uitwedstrijd op Club Brugge zou hij twee strafschoppen stoppen). Een andere opgemerkte prestatie zette hij neer tijdens een thuiswedstrijd tegen RWDM, toen hij als doelman in de allerlaatste seconde bij een 1-2 stand, mee oprukte en via het hoofd voor de onverhoopte gelijkmaker zorgde (de bal werd uiteindelijk door zijn ploegmaat, Emmanuel Sanon, juist voor de lijn binnengewerkt). Met Beerschot behaalde Jan Tomaszewski in 1979 de Beker van België.
Na een driejarig verblijf in België verhuisde de doelman naar Hercules Alicante in Spanje, waar hij één seizoen bleef, alvorens naar ŁKS Łódź terug te keren. In 1984 zette hij een punt achter zijn actieve voetbalcarrière.

## Erelijst
| Logo van de Olympische Spelen | Goud | Zilver | Brons | Logo van de Olympische Spelen |
|                               | 0    | 1      | 0     |                               |